# توربیگو
توربیگو (به ایتالیایی: Turbigo) یک کومونه در ایتالیا است که در استان میلان واقع شده‌است.

## خصوصیات
توربیگو ۸٫۵ کیلومترمربع مساحت و ۷٬۴۱۳ نفر جمعیت دارد و ۱۴۶ متر بالاتر از سطح دریا واقع شده‌است.